# Claus Pittroff
Claus Pittroff (* 13. Juni 1896 in Stammbach; † 2. Dezember 1958 in Bayreuth) war ein deutscher Politiker (SPD).
Pittroff machte die Ausbildung zum Lehrer, war Soldat im Ersten Weltkrieg und arbeitete von 1919 an als Lehrer an einer Volks- und Berufsschule in Bad Berneck. Ab 1933 wurde er mehrmals in sogenannte Schutzhaft genommen, darunter auch im Gefängnis Bayreuth und im KZ Dachau. Dadurch wurde er aus dem Schuldienst entlassen und von 1933 bis 1945 mit einem Arbeitsverbot belegt. Von 1935 bis 1945 arbeitete er als kaufmännischer Geschäftsführer und Teilhaber einer Lebensmittelgroßhandlung in Nürnberg. Er war Mitglied der Nürnberger Freimaurerloge Zur Wahrheit.
Pittroff war von 1919 bis 1924 Mitglied der Deutschen Demokratischen Partei und trat danach der SPD bei. 1924 wurde er in Bad Berneck Stadtrat und Führer des Reichsbanners Schwarz-Rot-Gold. 1945 wurde er Bürgermeister von Schwaig bei Nürnberg, von Ende 1945 bis 1946 war er Landrat in Bayreuth. 1946 gehörte er der Verfassunggebenden Landesversammlung und dem Verfassungsausschuss an, danach war er bis 1958 Mitglied des Bayerischen Landtags, ab 1950 direkt gewählt im Stimmkreis Bayreuth-Stadt und -Land. In der Regierung Ehard I war er zudem Staatssekretär im Staatsministerium für Unterricht und Kultus. Nachdem die SPD die Regierung verlassen hatte, nahm Pittroff 1948 sein Amt als Bayreuther Landrat wieder auf und führte es bis 1952 aus. 1949 war er Mitglied der ersten Bundesversammlung, von 1955 an gehörte er dem Bayerischen Verfassungsgerichtshof als nichtberufsrichterliches Mitglied an.